# Лавор (Тарн)
Лаво́р (фр. Lavaur, окс. La Vaur) — коммуна во Франции, находится в регионе Юг — Пиренеи. Департамент — Тарн. Административный центр кантона Лавор-Кокань. Округ коммуны — Кастр.
Код INSEE коммуны — 81140.

## География
Коммуна расположена приблизительно в 580 км к югу от Парижа, в 32 км восточнее Тулузы, в 37 км к юго-западу от Альби.
По территории коммуны протекает река Агу.

## Климат
Климат умеренно-океанический. Зима мягкая и дождливая, лето жаркое с частыми грозами. Ветры довольно редки.

## Население
Население коммуны на 2010 год составляло 10 148 человек.
| 1962 | 1968 | 1975 | 1982 | 1990 | 1999 | 2010   |
| ---- | ---- | ---- | ---- | ---- | ---- | ------ |
| 6291 | 7665 | 7897 | 7972 | 8148 | 8543 | 10 148 |

## Администрация
| Период | Период | Фамилия        | Партия                             | Примечания        |
| ------ | ------ | -------------- | ---------------------------------- | ----------------- |
| 1971   | 1976   | Андре Талазак  |                                    | хирург            |
| 1976   | 1989   | Жак Эспарбье   | Радикально-социалистическая партия | фотокорреспондент |
| 1989   | 1995   | Пьер Лозар     | Социалистическая партия            | учитель           |
| 1995   | 2020   | Бернар Карайон | Союз за народное движение          | консультант       |

## Экономика
В 2007 году среди 6220 человек в трудоспособном возрасте (15—64 лет) 4413 были экономически активными, 1807 — неактивными (показатель активности — 70,9 %, в 1999 году было 68,2 %). Из 4413 активных работали 3904 человека (2018 мужчин и 1886 женщин), безработных было 509 (207 мужчин и 302 женщины). Среди 1807 неактивных 535 человек были учениками или студентами, 537 — пенсионерами, 735 были неактивными по другим причинам.

## Достопримечательности
- Церковь Сент-Ален (XIII век). Исторический памятник с 1911 года.[4]
- Церковь Св. Франциска (XIV век). Исторический памятник с 1996 года.[5]
- Замок Реньес (XVII век). Исторический памятник с 1993 года.[6]
- Замок Мирабель-Лаваль (XVII век). Исторический памятник с 1990 года.[7]
- Башня Ронд (XIII век). Исторический памятник с 1971 года.[8]
- Мост через реку Агу (1785 год). Исторический памятник с 1960 года.[9]

## Города-побратимы
- Вендрель (Испания)
- Шингаце (Тибет)

## Фотогалерея
- Лавор
- Церковь Сент-Ален
- Интерьер церкви Св. Франциска
- Башня Ронд
- Памятник графу Эммануэлю де Ла-Касу
- Мост через реку Агу

- Виадук
- Лавор
- Лавор
- Лавор